# Четвертий степінь
Четвертий степінь числа ({\displaystyle x^{4}}) — число, що дорівнює добутку чотирьох однакових чисел. Послідовність четвертих степенів натуральних чисел: 1, 16, 81, 256…. Четвертий степінь нерідко називають біквадратом або біквадратним числом.
Четвертий степінь дійсного числа, як і квадрат числа, завжди набуває невід'ємних значень.
Рівняння четвертого степеня, на відміну від рівняння п'ятого степеня, завжди можна розв'язати, записавши відповідь у радикалах (Теорема Абеля, Метод Феррарі).